# 신대신호소
신대신호소(Sindae Signal Box, 新垈信號所)는 경기도 평택시 신대동에 위치한 신호소이다. 평택직결선과 평택삼각선의 분기 역할을 한다.

## 역사
- 2015년 2월 24일 : 평택삼각선 및 평택직결선 사용개시 고시[1]